# Oakland (Maine)
Oakland es un pueblo ubicado en el condado de Kennebec en el estado estadounidense de Maine. En el Censo de 2010 tenía una población de 6.240 habitantes y una densidad poblacional de 85,53 personas por km².

## Geografía
Oakland se encuentra ubicado en las coordenadas 44°34′48″N 69°44′25″O / 44.58000, -69.74028. Según la Oficina del Censo de los Estados Unidos, Oakland tiene una superficie total de 72.95 km², de la cual 66.48 km² corresponden a tierra firme y (8.88%) 6.47 km² es agua.

## Demografía
Según el censo de 2010, había 6.240 personas residiendo en Oakland. La densidad de población era de 85,53 hab./km². De los 6.240 habitantes, Oakland estaba compuesto por el 96.75% blancos, el 0.43% eran afroamericanos, el 0.38% eran amerindios, el 0.9% eran asiáticos, el 0.14% eran isleños del Pacífico, el 0.27% eran de otras razas y el 1.12% pertenecían a dos o más razas. Del total de la población el 1.35% eran hispanos o latinos de cualquier raza.